# 헤르미네 바우마

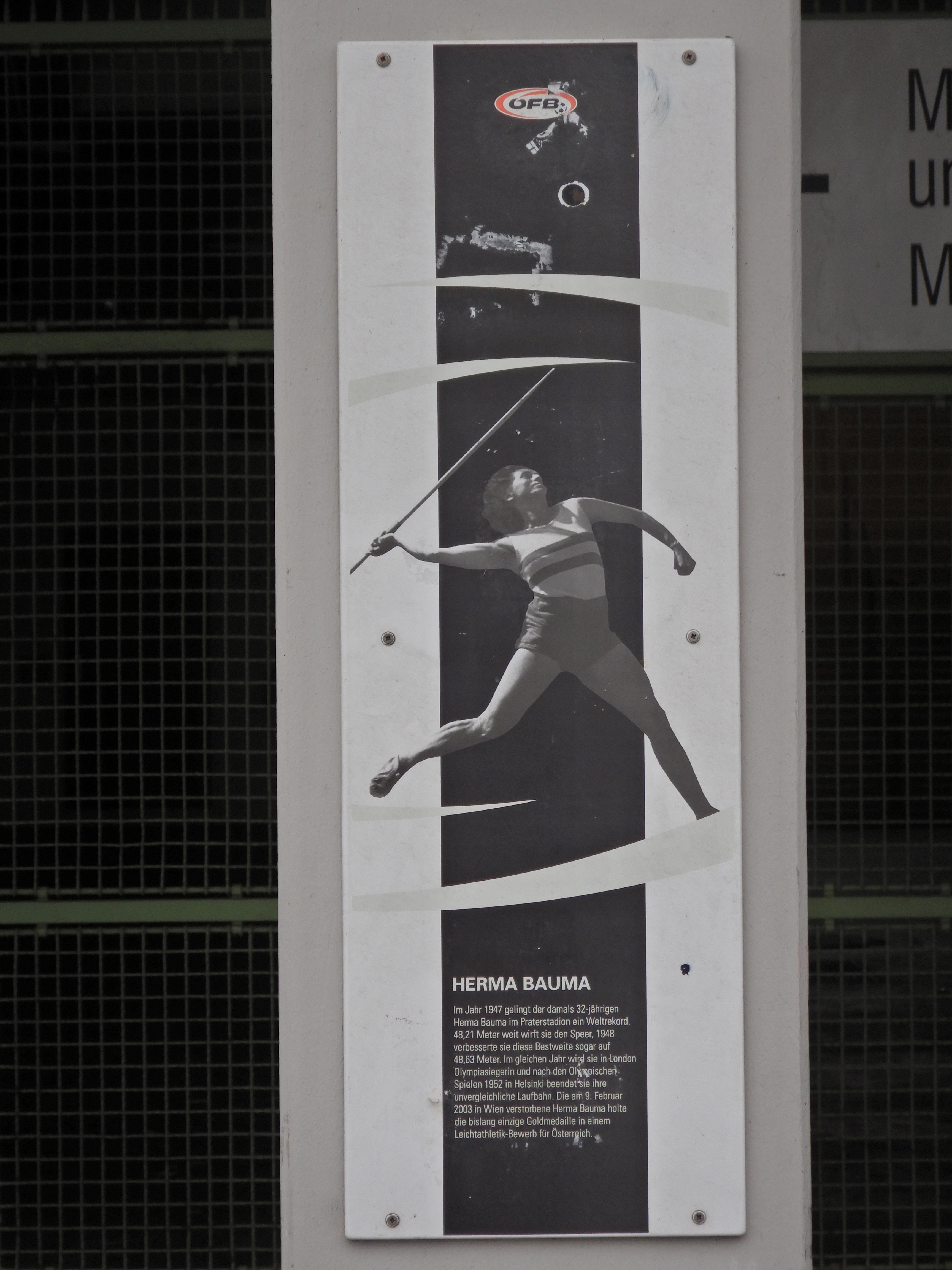

헤르미네 ("헤르메") 바우마(독일어: Hermine ("Herme") Bauma, 1915년 1월 23일 ~ 2003년 2월 9일)는 주로 창던지기 종목에 참가한 오스트리아의 육상 선수였으며, 그녀는 핸드볼 선수로도 유명하였다.
빈에서 태어나 사망한 바우마는 1931년 16세의 나이로 창던지기를 시작하고, 1948년 런던 올림픽에서 45.57m를 던져서 금메달을 획득하였다.
1950년 8월 그녀는 브뤼셀에서 열린 유럽 선수권 대회에서 43.87 m로 은메달을 획득했다. 1952년 헬싱키 올림픽에 나가 42.54m를 던져 9위를 한 후에 선수 생활을 마감했다.